# Toivo Pekkanen
Toivo Rikhart Pekkanen, född 10 september 1902 i Kotka, död 30 maj 1957 i Köpenhamn, var en finländsk författare.
Pekkanen skildrade på ett konstnärligt betydande sätt arbetarklassens tillvaro, bland annat i boken Tehtaan varjossa (I fabrikens skugga, 1932), som har filmats för TV. Hans stil är kritiskt klar och mänskligt varm. En av hans främsta romaner är den mycket realistiska Lapsuuteni (Min barndom, 1953).
Han tilldelades Pro Finlandia-medaljen 1948.